# Michaël La Chance
Pour les articles homonymes, voir Chance (homonymie).
Œuvres principales
- Épisodies, (microrécits, 2014)
- De Kooning malgré lui, (roman, 2011)
- [Mytism] , (poésies, 2009)
- Œuvres-bombes et bioterreur, (essai, 2007)
- Paroxysmes. La parole hyperbolique, (essai, 2006)
- Carnet du Bombyx, (poésies, 2000)

Michaël Douglas La Chance est un écrivain québécois, résidant au Saguenay–Lac-Saint-Jean, né à Neuilly-sur-Seine le 23 juin 1952. 
Poète et essayiste, philosophe et sociologue de formation, il a publié des essais sur le rôle des intellectuels à l'époque des géants corporatifs et du paradigme techno-économique; sur la mondialisation de l’art et le sentiment d'échec de civilisation; sur la censure dans les arts et la photographie;  sur la poésie et la peinture allemandes contemporaines devant le trauma; sur la cyberculture et le cinéma; sur la répression politique dans les arts et les biotechnologies dans le contexte post-911. Il mène, parallèlement à ses travaux théoriques, une activité de création en poésie et art performance. 
Michaël La Chance est chercheur au Centre de recherche Cultures Arts Sociétés; il est rédacteur à la revue Inter Art Actuel  (Inter-LeLieu). Il est professeur titulaire de Théorie et histoire de l'art au Département arts & lettres à l'Université du Québec à Chicoutimi.

## Formation
Michaël La Chance est né d'un père anglophone et d'une mère francophone à l'Hôpital américain de Paris à Neuilly, France. Né de parents journalistes (son père Douglas La Chance était correspondant à Paris de CBC News) il est Canadien à la naissance, il fera sa scolarité en France à l'École Saint-Pierre de Chaillot; à l'École du Grand Colombier; et en Grande-Bretagne, à Witney, Oxfordshire, avant d’entrer au Collège Jean-de-Brébeuf à Montréal et de poursuivre ses cours au Collège Français : c’est l’époque de la Nuit de la poésie (27 mars 1970) et de la Loi des mesures de guerre (octobre 1970), de la Contreculture et de la Beat generation qui sera l'occasion de rencontres : avec Leonard Cohen (il fera un livre d’artiste en 1979 avec ce dernier), Françoise Bujold (elle fera une préface pour Une Inquisitoriale en 1975), Kittie Bruneau (il fera trois livres d’artistes avec elle de 1973 à 1980). Il fait de la gravure à l'eau-forte, apprend le métier auprès de Tobie Steinhouse et de Stanley Hayter à l'Atelier 17. Il entreprend des études en philosophie à l’Université de Montréal où il suit les cours de Pierre Gravel (philosophe) et fera sa maîtrise sous la direction de Claude Lévesque et Jacques Poulain. 
Élève de Michel Foucault, une bourse du Conseil des Arts du Canada lui permet de poursuivre ses études doctorales à l’Université de Paris VIII Vincennes dès 1974, sous la direction de François Châtelet puis de René Schérer; il suit les cours de Gilles Deleuze et Jean-François Lyotard. Parallèlement, en 1975 il participe aux recherches du laboratoire de psychosociologie de Serge Moscovici, suit les séminaires de Roland Barthes et de Claude Lefort, obtient en 1976 un DEA en sociologie de l’École des hautes études en sciences sociales. Il rencontre Francis Bacon à Paris en janvier 1977 et aussi Samuel Beckett (ce qui conduira à une monographie avec Georges Godin en 1994). Il obtient un Doctorat en philosophie avec une thèse intitulée : Jouir du Néant. Le corps, les figures du pouvoir, le langage dans les écrits scientifiques et politiques de Jean-Paul Marat, 1779-1793 . Michaël La Chance enseigna la philosophie au Collège de Rosemont (1979-1984) et à l’Université du Québec à Montréal (1984-2000) avant de redéfinir son enseignement au sein d'un programme en art à l'Université du Québec à Chicoutimi.

## Le poète
La rencontre de Gaston Miron à Aix-en-Provence sera le début de collaborations (une postface en 1983 et un livre d'artiste en 1987). Après plusieurs livres d'artistes, un premier recueil de poèmes sera accueilli par Jean Royer à l’Hexagone : Leçons d’orage, 1998, dont les premières pages relatent une rencontre avec René Char à Saumanes en 1982.  « Poète-philosophe » il poursuit une œuvre qui interroge l'origine de l'écriture - sa paléopoïétique - et qui déplace les catégories conceptuelles et les tensions éthiques qui sont enfouies dans le langage. Après les Leçons, l'Hexagone publie un Carnet du Bombyx, qui sera reçu comme un « traité de la métamorphose ». À partir de 2007, Michaël La Chance poursuit son œuvre littéraire chez  Triptyque (éditeur) avec l'Inquisitoriale sur la naissance à soi par l'écriture et la traversée du paysage, Corrida pour soi seul. Exercices, un essai poético-spirituel sur les formes d'existence, et Mytism, Terre ne se meurt qui propose un périple écopoïétique depuis un monde reptilien jusqu'à « Rêver le feu ».
Invité à des lectures de poésie et des événements d'art action, il a fondé en 2005, avec Cindy Dumais, l’événement   Os brûlé. Festival interculturel de poésie et d'art performance, une rencontre inspirées du rituel millénaire de la scapulomancie qui a connu plusieurs éditions à Chicoutimi et Mashteuiatsh où seront reçus Pierre Ouellet,  Serge Pey, Julien Blaine, etc.

## L'essayiste
Membre du comité de rédaction des Cahiers des Arts Visuels au Québec (1987-1988); et aussi du comité de Spirale (1992-2002) il sera codirecteur (avec Pierre Nepveu  puis Éva Le Grand) de cette revue de 1994 à 1998. Il poursuit actuellement son travail éditorial dans le comité de la revue Inter, Art Actuel, dont il est membre depuis 1999. Membre de sociétés savantes, il a été président de la Société d'esthétique du Québec (1988-1990) et aussi président de la Société de Philosophie de Montréal (1990-1992). Dès 1976, il a travaillé pour la radio culturelle de la Société Radio-Canada dans Ideas, L’Envol de Minerve, La Nouvelle condition humaine, En toutes lettres, Traverses. Ses essais couvrent des domaines divers, la poésie allemande (Friedrich Hölderlin, Paul Celan), la photographie et le corps (Robert Mapplethorpe, Orlan), la censure juridico-politique (Critical Art Ensemble, Dror Feiler), etc. 
Avec plus de cent articles de critique d’art, une vingtaine de catalogues, il a une production importante d’articles académiques sur une diversité d’auteurs littéraires (Artaud, Beckett, Burroughs, Butor, Kafka, etc.) et philosophiques (Deleuze, Dumézil, Foucault, Hume, Kant, Leibniz, Machiavel, Nietzsche, Wittgenstein, etc.) avec un intérêt pour le dix-huitième siècle (Condorcet, Marat, Sade, Swedenborg, etc.), la psychanalyse (Lacan, Schreber, etc.)  et s’intéresse à diverses formes d’art : photographie, bioart, art performance, art numérique.

## Publications

### Essais de critique et réflexion
- 2023 - Capture totale. Matrix, mythologie de la cyberculture, Postface « The Matrix Resurrections », Québec, Presses de l’Université Laval, coll. « À Propos », 300 p.
- 2022 - Les Piranèses du château de Lourmarin, Préface de Danièle Antonelli, Éditions Interritoires, 82 p.
- 2021 - Poétique des encres. Symbolique, fabrication. Saguenay, Éditions Interritoires, 48 p.   (ISBN 978-1-00-656982-1)
- 2021 - Les Inventeurs de vacarmes. Théorie et pratiques de la performance. Les Éditions Intervention, Québec, 302 p.  (ISBN 978-2-924298-51-0)
- 2018 - Nous tournons dans la nuit. IN GIRUM IMUS NOCTE. La poésie et le défi de l'infini de Giordano Bruno à la mécanique quantique, avec « La vallée de l'étonnement », Préface de Basarab Nicolescu, Presses de l'Université Laval, coll.  « Intercultures », 236 p.  (ISBN 978-2-7637-3522-1) Version remaniée d'une édition précédente : Chicoutimi, Éditions Interritoires, 2015, 230 p.   (ISBN 978-1-32-060012-5)
- 2017 - Les Nouvelles fables de Fountain, 1917-2017 (avec des annotations d'André Gervais), Les Éditions Intervention, Québec, 72 p.  (ISBN 978-2-924298-33-6)
- 2016 - Les bruits et les feux de l’Ouiatchouan. Les archéologies poétiques de Richard Robertson  (avec Richard Robertson), Chicoutimi, Editions Interritoires, 70 p.
- 2012 - La disparition des abeilles et des glaciers. Appel pour un moratoire poétique et réflexion sur la minorité créatrice, la saturation des images et la plasticité de l'écriture, Les Éditions Intervention, Québec, 24 p. [Fascicule inséré Inter Art Actuel, no. 110]
- 2007 – Œuvres-bombes et bioterreur, L’art au temps des bombes, Québec et Paris, Inter Éditeur et Productions New Al Dante, ill. 201 p.  (ISBN 978-2920500-69-3) et  (ISBN 978-2-916978-01-7)
- 2006 - Paroxysmes. La parole hyperbolique, Montréal, VLB, coll. « Le Soi et l’autre », 150 p. (rééd.).   (ISBN 2-89005-944-8)
- 2006 - Capture totale. Matrix, mythologie de la cyberculture, Québec, Presses de l’Université Laval, coll. « Intercultures », 200 p.  (ISBN 2-7637-8304-X) Consulter Capture totale sur Google books
- 2005 - Frontalités. Censure et provocation dans la photographie contemporaine, Montréal, VLB, coll. « Le Soi et l’autre », 220 p.  (ISBN 2-89005-916-2)
- 2003 - La culture Atlantide, Montréal, Fides, coll. « Métissages », 182 p.  (ISBN 2-7621-2502-2)
- 2003 - Paroxysmes. La parole hyperbolique, Montréal, Trait d’union, coll. « Le Soi et l’autre », 2003, 152 p.   (ISBN 2-89588-072-7)
- 2001 - Les penseurs de fer, Les sirènes de la cyberculture, Montréal, Trait d’union, coll. « Spirale », 218 p.  (ISBN 2-922572-35-8)
- 1994 - Beckett. Entre le refus de l’art et le parcours mystique (avec Georges Godin), Montréal et Paris, Hurtubise HMH & Castor Astral, coll. « L’atelier des modernes », 152 p.  (ISBN 2-89428-042-4)

### Roman
- 2011 - De Kooning malgré lui. Montauk ~ Cassino, Montréal, Triptyque, 279 p.  (ISBN 978-2-89031-719-2)

### Proses
- 2024 - Mille vibrations. Investigations picturales III, Éditions Interritoires, 2024, 56 p.
- 2023 - Fantasmatrices. Carnet d'atelier, Éditions Interritoires, 2023, 90 p.
- 2022 - Graffictions. Carnet d'atelier, Éditions Interritoires, 2022, 58 p.
- 2022 - L'Enfant de Neptune. Poésie & destin, Éditions Interritoires, 2022, 116 p.  (ISBN 979-8-21-040933-1)
- 2019 - Naturalités. Poésie et photographies dans le Luberon, Éditions Interritoires, 58 p.  (ISBN 978-0-46-434491-9)
- 2019 - Une épine empourprée, récit, Montréal, Triptyque, coll. « t minuscule », 158 p.  (ISBN 978-2-89801-029-3)
- 2014 - Épisodies à l'Hôtel du temps, Chicoutimi, Éditions La Peuplade, coll. « Microrécits », 262 p.  (ISBN 978-2-923530-83-3)
- 2014 - La Naissance de la poésie. Dionysos et les mines d'eau de la Provence, (photog de Jean-Noël Carbonnel), Chicoutimi, Interritoires, 28 p.
- 2013 - Louis-Pierre Bougie. Espaces chavirés, torsions du désir, essai. Avant-propos d’Isabelle de Mévius (pp. 8-9), et préface de Georges Leroux, « La scène de la gravure » (pp. 17-26), Montréal : Les Éditions de Mévius, 228 p. ill. [Louis-Pierre Bougie, sous la direction d'Isabelle de Mévius]  (ISBN 978-2-9810774-2-4)
- 2013 -  UNE AUTRE PLANÈTE  Carnet de Finlande TOISELTA PLANEETALTA, Chicoutimi, Interritoires, 80 p. (photog. de l'auteur)
- 2013 - Le Cerveau en feu de M.Deƒcartes, Montréal, Triptyque, 134 p.   (ISBN 978-2-89031-832-8)
- 2008 – Corrida pour soi seul, Exercices, Montréal, Triptyque, 84 p.  (ISBN 978-2-89031-638-6)

### Poésies
- 2024 - Les Marches de la poésie. Le chemin des chutes de la Rivière-à-Mars, Éditions Interritoires, 76 p.    (ISBN 979-8-33-106773-1)
- 2018 - Horizons liquides. L’aquarelle comme écriture poétique & l’Alphée, Éditions Interritoires, 2018, 72 p.  (ISBN 978-0-36-817754-5)
- 2018 - Pantoum, Montréal, Triptyque, coll. « t poésie », 138 p.   (ISBN 978-2-89741-976-9)
- 2015 - Crapaudines, Montréal, Triptyque, 76 p.   (ISBN 978-2-89741-012-4)
- 2013 - Carnet de Louisiane, Éditions Interritoires, 102 p. (photog. de l'auteur) [ebook : blurb.com/ebooks/382717-carnet-de-louisiane]
- 2009 - [Mytism] Terre ne se meurt pas, Montréal, Triptyque, 168 p.   (ISBN 978-2-89031-661-4)
- 2007 - L’Inquisitoriale, Fugue solaire dans les îles et plateaux du langage, Montréal, Triptyque, 133 p.  (ISBN 978-2-89031-606-5)
- 2004 - Fossés d'amour et d'insomnies, Montréal, Trait d'Union, 196 p. (photog. de l'auteur)  (ISBN 2-89588-055-7)
- 2000 - Carnet du Bombyx, Chimera in vacuo bombinans, Montréal, l’Hexagone, 207 p.  (ISBN 2-89006-648-7)
- 1998 – Leçons d’Orage, Montréal, l’Hexagone, coll. « Poésies », 154 p.  (ISBN 2-89006-610X)

### Livres d'artiste
- 2023 - Portrait de l'artiste en majesté, « Mise en condition » performance photographique de Denys Tremblay dit Denys Premier et Catherine Gagnon, « Cantos de la majesté » poème de Michaël La Chance. Interritoires, 2023.
- 2015 - Messages d'outre-nerfs, dessins de Louis-Pierre Bougie, Éditions INTERRITOIRES / Griffe d'acier, 2015, 32 p.
- 2001 - La Trame du temps, gravures de Claire Cloutier, Montréal et Hull, np. BNQ|RES/CA/452
- 2000 - texte dans : Martin Müller-Reinhart, Espace articulé, Éditions Eric Devlin 2000, 50 feuilles de gravures à l'eau-forte de Martin Müller-Reinhart de 120 x 80 cm, 11 exemplaires.
- 1992 - Les derniers outrages du ciel , gravures de Louis-Pierre Bougie, Montréal, Griffe d’acier, np. BNQ|RES/CB/210
- 1987 - Forger l’effroi, avec un liminaire de Gaston Miron, gravures de Louis-Pierre Bougie, Montréal, Griffe d’acier, np. BNQ|RES/CC/160
- 1983 - Le Prince sans rire, avec un « Après-dire » de Gaston Miron, gravures de Louis-Pierre Bougie, Montréal et Paris, Éditions Lui-même, np. BNQ|RES/CA/216
- 1980 - D’îles et d’ailes, avec Leonard Cohen, Claude Haeffely, Jacques Renaud, gravures de Kittie Bruneau, Montréal, Éditions de la Marotte. np. BNQ|CA/137 RES
- 1975 - Une Inquisitoriale, préface de Françoise Bujold « Notre dialecte de bataille », gravures de l'auteur, Montréal, Pierre Guillaume Imprimeur, n.p. BNQ|RES/CB/28
- 1974 - Entre chien et loup, gravures de Kittie Bruneau, Montréal, La Guilde Graphique,  9 pl. BNQ|RES/CA/38; SIGIRD| 02-1143038.
- 1973 - La Clef de l'envers, gravures de Kittie Bruneau, Montréal, Éditions de la Marotte, n.p. BNQ|RES/CE/19

### Ouvrages dirigés
- 2013 - Index du performatif, (avec Richard Martel, dirs.), Éditions Intervention, 30 p. Fascicule dans Inter Art Actuel, no. 115.
- 2012 - Récits collectifs et nouvelles écritures visuelles (avec Francine Saillant, dirs), Presses de l'Université Laval, 276 p.
- 2007 - L'imaginaire du territoire dans l'art d'Arthur Villeneuve, sous la dir. de Michaël La Chance (coll. : Nathalie Boudreault... et al.), Québec : Presses de l'Université Laval, 114 p.  (ISBN 978-2-7637-8522-6)
- 2006 - Os Brûlé (avec Cindy Dumais, dirs.), Saguenay, Éditions La Clignotante, 120 p.  (ISBN 2-923509-00-5)
- 2001 - Poésie et politique, Mélanges offerts à Michel van Schendel (avec Pierre Ouellet, Paul Chamberland et Georges Leroux, dirs.), Montréal, l’Hexagone, 512 p.  (ISBN 2-89006-662-2)
- 2000 - L’Infigurable (avec Simon Harel et Alexis Nouss, dirs.), Montréal, Liber, 195 p.  (ISBN 2-921569-82-5)

### Traductions
- Khalil Gibran, Le Prophète, trad. Michaël La Chance, Genève, Éditions Idégraf, 1985, 96 p.  Cette traduction de Khalil Gibran est disponible en ligne :  Le Prophète

### Textes en ligne
- « Carnet de Louisiane », MondesFrancophones.com, la revue mondiale des francophonies, Alexandre Leupin (dir.), 2007. Carnet de Louisiane 1-5
- Textes dans La poésie qui vient et dans Mouvances no. 3, 5, 16.

## Prix et honneurs
- 2020 - Finaliste au Prix littéraires du Gouverneur général, Essais 2020, pour Une Épine empourprée.
- 2020 - Prix « Récit, Contes et Nouvelles », Prix littéraires du Salon du livre du Saguenay-Lac-Saint-Jean 2020, pour Une Épine empourprée.
- 2018 - Finaliste Prix d'excellence Catégorie critique de la SODEP  : Prix article de fond pour Les fables de Fountain
- 2016 - Membre du Cercle d’excellence de l’Université du Québec[14].
- 2015 - Mention d'excellence, Prix des écrivains francophones d'Amérique 2015, pour Crapaudines.
- 2015 - Prix de l’Académie des lettres du Québec : Prix Ringuet 2015, pour Épisodies.
- 2015 - Finaliste Prix littéraires du Salon du livre du Saguenay-Lac-Saint-Jean 2015 pour Épisodies.
- 2015 - Prix d'excellence Catégorie critique de la SODEP  : Prix texte d'opinion critique sur un œuvre littéraire ou artistique, 2015.
- 2011 - Élu membre de l'Académie de Vaucluse[15] (non-cotisant).
- 2010 - Finaliste Prix Alain-Grandbois de l'Académie des lettres du Québec.
- 2010 - Finaliste Prix de poésie Terrasses Saint-Sulpice de la Revue Estuaire 2009, pour Mytism.
- 2009 - Finaliste Prix Spirale Eva-Le-Grand 2008-2009, pour Corrida pour soi seul.
- 2008 - Mention spéciale Prix AbitibiBowater, intérêt général, pour Œuvres-bombes.
- 2007 - Prix de la bande à Mœbius pour le meilleur article Mœbius de l'année, pour « Le venturier au sommet » et « De l’érudition en poésie », n° 111  Mœbius[16].
- 2006 - Finaliste au Prix du Gouverneur général, Études et essais, pour Paroxysmes.
- 2003 - Prix International Saint-Denys Garneau (en collaboration avec Claire Cloutier) pour Trame du temps.
- 1983 - Premier prix, Concours national du Livre d'artiste, catégorie Tirage limité, pour Le Prince sans rire.

### Sources
: document utilisé comme source pour la rédaction de cet article.
- Daniel Chartier, Dictionnaire des  écrivains émigrés au Québec 1800-1999, Montréal, Éditions Nota Bene, 2003, p. 167-168.
- Suzanne Foisy, « Esthétiques »; dans Raymond Klibansky et Josiane Ayoub (dirs.), La philosophie au Canada français : le rayonnement du Québec, Québec, Presses de l'Université Laval, coll. “Zétésis”, 1998, p. 485-534.
- Yves Légaré, Dictionnaire des écrivains québécois contemporains 1970-1982, Montréal, Québec/Amérique, 1983, p. 217.
- Laurent Mailhot et Pierre Nepveu, La poésie québécoise. Des origines à nos jours. Montréal, Typo Anthologie (nouvelle. éd.), 2007, p. 640-642.
- Gaston Miron, Un long chemin. Proses 1953-1996, Montréal, l'Hexagone, 2004, p. 263-265.
- Jean Royer, La voix antérieure. Paysages et poétiques (L'arbre du veilleur 2), Éditions du Noroit, coll. « Chemins de traverse », 2014 ,p. 167-170.

### Éléments de bibliographie critique
Une épine empourprée
- Yvon Paré, « Michaël La Chance change de vie », Littérature du Québec, 11 novembre 2019.

Dossier Lettres québécoises
- Paul Kawczak, « Tout reste à dire pour changer la vie », Lettres québécoises, no. 160, hiver 2015, p. 7-10.
- Paul Kawczak, « Un enfant à la fenêtre par une nuit d’orage. Michaël La Chance transducteur. », Lettres québécoises, no. 160, hiver 2015, p. 11- 13.

Épisodies
- Thierry Bissonnette, « Autobiographie pulvérisée… », Nuit blanche, 138, mars 2015, p. 29-30.
- Mario Cloutier, « Michaël La Chance. Un grand roman », La Presse, 23 novembre 2014.
- Daniel Côté, « Une vie en 130 fragments », Le Quotidien, 19 octobre 2014, p. 28-29.
- Christian Desmeules, « Chambre avec vue », Le Devoir, 8 août 2015.
- Yvon Paré. « Michaël La Chance refait le parcours de sa vie », Le Progrès-Dimanche, 8 décembre 2014.

Crapaudines
- David Dorais, « L'illumination du crapaud », Contre-Jour Cahiers littéraires, no. 38, hiver 2016, p. 141-146.

Le Cerveau en feu de Monsieur Descartes
- David Dorais « Le cerveau en feu du philosophe »,  L'Inconvénient, no. 54, automne 2013, p. 99-107.
- Guillaume Asselin, « Descartes mystique », Spirale,  no. 246, octobre 2013, p. 14-15.
- Yvon Paré, « Et si Descartes avait écrit de la poésie », Le Progrès Dimanche, 24 février 2013.
- Elizabeth Dupont,  « Le philosophe se transforme en auteur »,  Journal de Québec, 7 février 2013.

De Kooning malgré lui 
- Yvon Paré, « Michaël La Chance ouvre un monde fascinant »,  Littérature du Québec, 5 décembre 2011.
- Suzanne Giguère, « De Kooning, le poème de la ruine », Le Devoir, 14 janvier 2012.

Mytism
- Yvon Paré, « Michaël La Chance réinvente la vie par le langage », Littérature du Québec, 22 décembre 2009.

Corrida pour soi seul
- Suzanne Giguère, « Fugue matador », Le Devoir, 10 janvier 2009.

L’Inquisitoriale
- Yvon Paré, « Peut-on abolir le temps et redessiner sa vie? », Littérature du Québec, 19 février 2008.
- Suzanne Giguère, « Fugue solaire », Le Devoir, 19 janvier 2008.
- Karla Cynthia Garcia Martinez, « La confrontation des « moi » dans l’Inquisitoriale », Spirale, 224, janv.-fév. 2009, p. 42-43.

Fossés d'amour et d’insomnies
- David Cantin, « Errances parmi les ombres », Le Devoir, 13 novembre 2004, f8.

Carnet du Bombyx
- David Cantin, « Métaphysique du papillon », Le Devoir, 2 décembre 2000.
- Roger Chamberland, « Poésie », University of Toronto Quarterly - Volume 69, Number 1 Winter 1999/2000- Letters in Canada

Leçon d’orage
- David Cantin, « L’émotion de la connaissance. Une voix fascinante de la poésie québécoise », Le Devoir, 14 novembre 1998, d-14.